# Lepidopus fitchi
Lepidopus fitchi és una espècie de peix pertanyent a la família dels triquiúrids.

## Descripció
- Pot arribar a fer 210 cm de llargària màxima (normalment, en fa 150) i 1.400 g de pes.
- El color del cos és negre o marró amb una lluentor platejada al llarg de l'abdomen.
- Perfil superior del cap lleugerament convex, el qual ascendeix suaument des del musell fins a l'origen de l'aleta dorsal.
- 78-87 radis tous a l'aleta dorsal i 2 espines i 41-50 radis tous a l'anal.
- 84-93 vèrtebres.
- Aletes pèlviques reduïdes a 1-2 radis diminuts.[5][6][7]

## Alimentació
Menja cefalòpodes, eufausiacis i peixets (com ara, Engraulis mordax i Merluccius productus).
A Mèxic és depredat per l'emperador (Xiphias gladius).

## Hàbitat
És un peix marí i bentopelàgic que viu entre 100 i 500 m de fondària (normalment, entre 100 i 250) i entre les latituds 46°N-17°S i 128°W-75°W, el qual viu sobre els fons sorrencs de la plataforma i el talús continentals. Durant l'estació freda de l'any es veu sovint a prop de la superfície durant les nits de lluna plena.

## Distribució geogràfica
Es troba al Pacífic oriental: des del cap Kiwanda (Oregon, els Estats Units) fins al golf de Califòrnia i el sud del Perú.

## Ús comercial
És excel·lent com a aliment, es comercialitza fresc i congelat i és, també, processat per a elaborar farina de peix i oli.

## Observacions
És inofensiu per als humans.